# Gastronomia de Sri Lanka

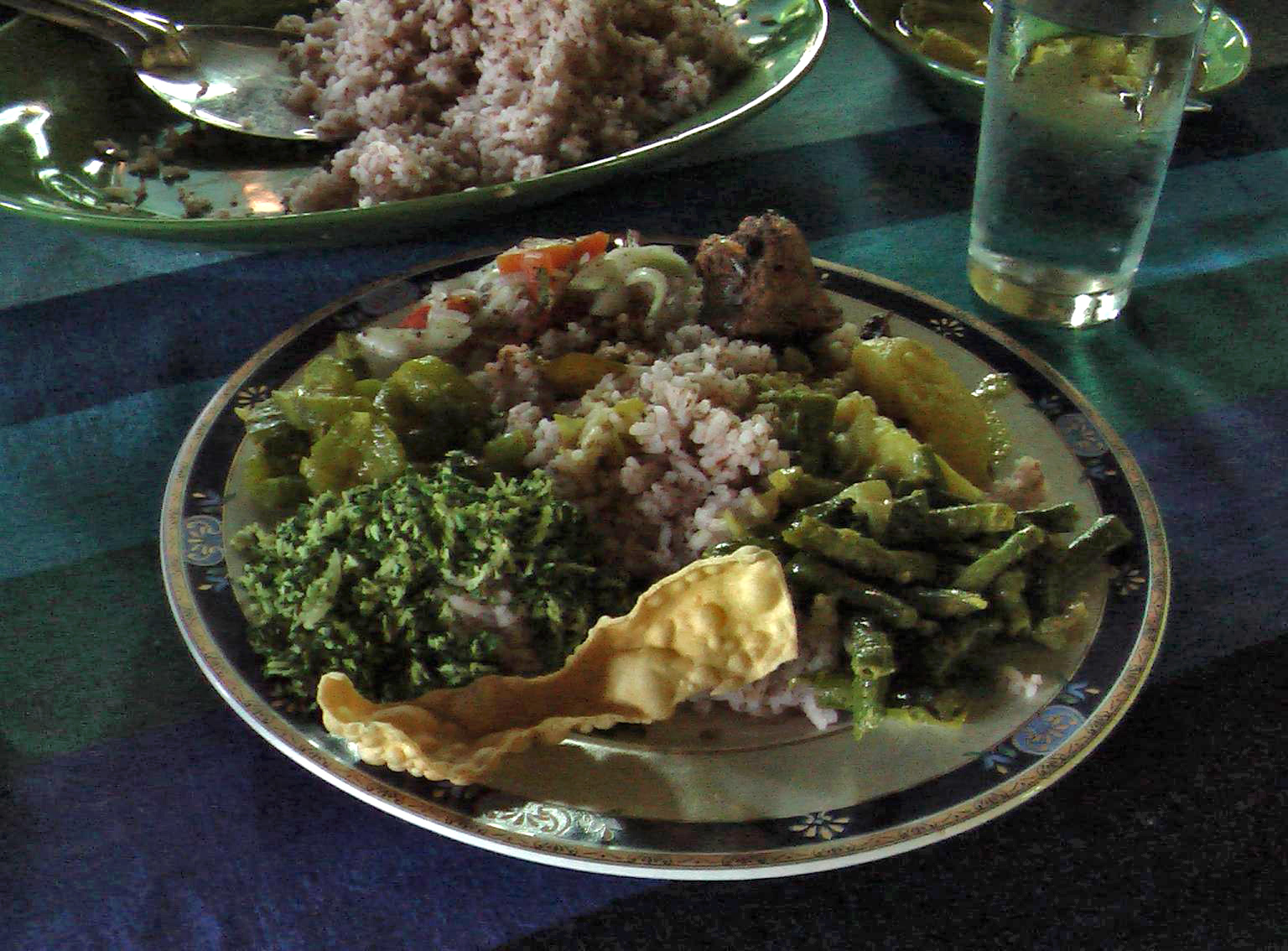
Plat típic de Sri Lanka amb arròs i curri.

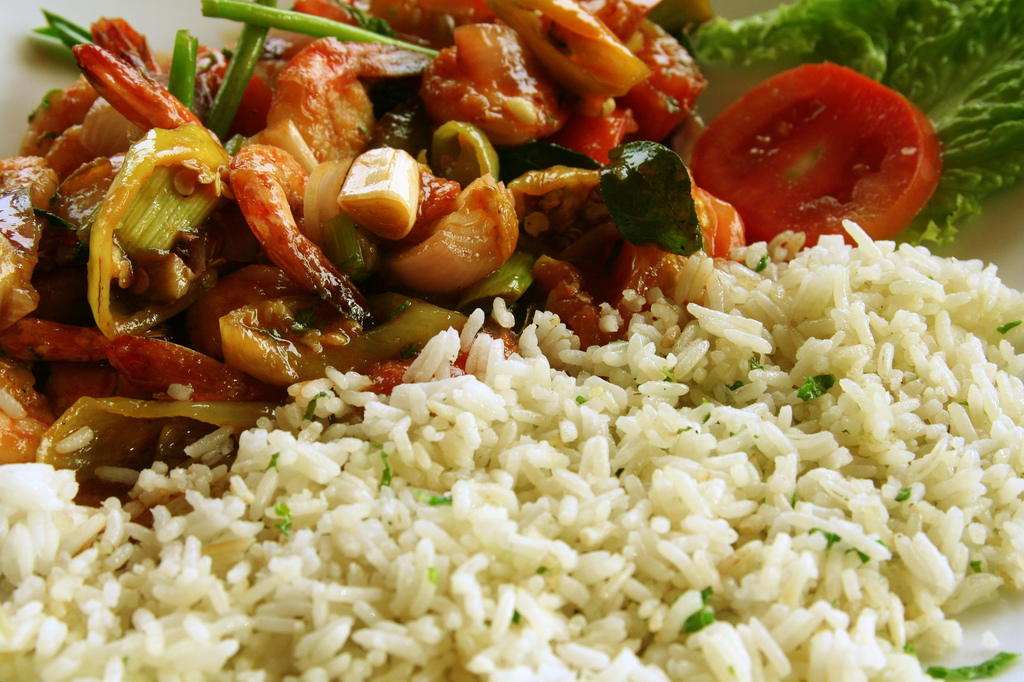
Plat típic de Sri Lanka amb arròs i gambes.

La gastronomia de Sri Lanka ha pres forma al llarg de la història amb grans influències dels mercaders estrangers i els països veïns, així com les influències entre les ètnies locals. Les influències de l'Índia (majoritàriament el sud de l'Índia), Holanda i Indonèsia són evidents en la gastronomia d'aquest país. Actualment, alguns dels ingredients bàsics de la cuina de Sri Lanka són l'arròs, el coco i les espècies; aquest últim ingredient ha estat molt important en la història del país, car en va ser un important productor i exportador durant molts segles.

## Plats típics

### Arrosos
La principal característica de la cuina de Sri Lanka és l'ús de l'arròs, ja sigui cuit o fet al vapor, acompanyat de peix, pollastre o moltó així com verdures, llegums o fruites. Els plats solen especiar-se amb curri, així com de fruites o vegetals, chutney i sambal. El sambal de coco és força freqüent i es fa a partir d'una pasta de coco barrejat amb chile, peix sec i suc de llima.
Un plat tradicional és el kiribath (en singalès: කිරිබත්), un plat a base d'arròs que es prepara barrejant aquest amb llet de coco tot formant una espècie de pastís d'arròs o púding. Es tracta d'un plat essencial a la cuina del país i és freqüent que se serveixi durant l'esmorzar del primer dia de cada mes. És un dels plats tradicionals més coneguts de Sri Lanka.
L'appam és també un plat fer a base d'una massa fermentada d'arròs, llet de coco i espècies. És força comú a Sri Lanka, on se serveix tant per esmorzar com per sopar. Es desconeix si el plat té l'origen a Sri Lanka o al sud de l'Índia. Un altre plat compartit amb l'Índia, tot i que amb origen a Sri Lanka, són els idiyappam, uns fideus fets a partir de pasta d'arròs que se serveixen acompanyats de coco i espècies; segons algunes fonts és un plat conegut des del segle I.
Un plat típic de forta influència holandesa (principalment a partir dels burghers holandesos) és el lamprais (paraula derivada del neerlandès lomprijst, que significa paquet d'aliments). El lamprais consisteix en dos curris especials: un curri de tres carns (vedella, porc i xai) i plàtan de cuinar amb albergínia, a més a més de seeni sambal, belacan, frikadeller (un tipus de mandonguilla holandesa) i arròs bullit; tot el conjunt s'embolica en fulles de bananer i es cou al forn.
El pittu (o puttu) són uns cilindres d'arròs amb coco cuinats al vapor, molt populars tant a l'estat indi de Kerala com a moltes àrees d'Sri Lanka. Se serveixen en plats juntament amb sucre de palma, cigrons o banana.
El nasi goreng (arròs fregit) i el mie goreng (fideus fregits), ambdós plats d'origen indonèsi, són plats molt populars com a menjar de carrer.

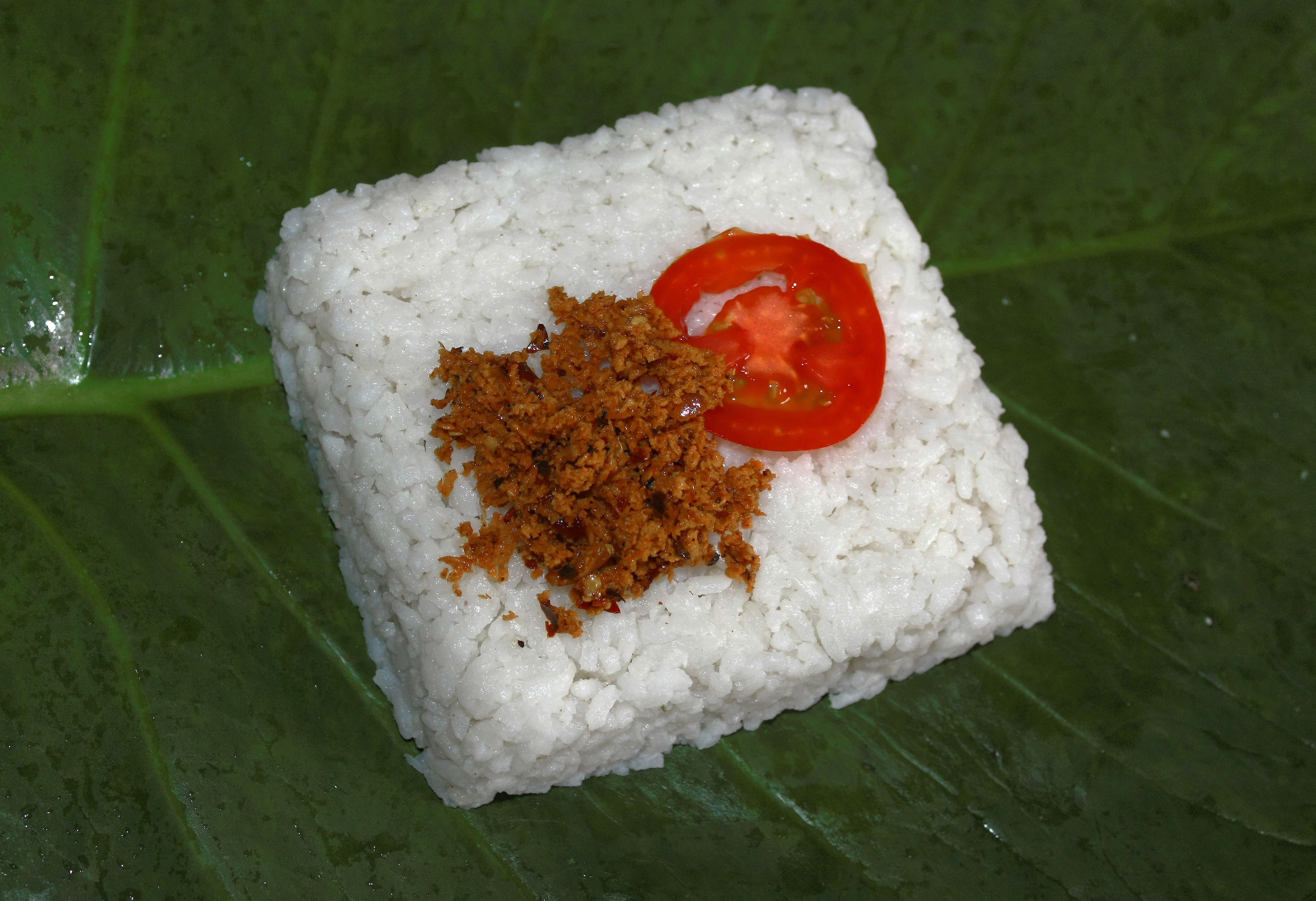
kiribath
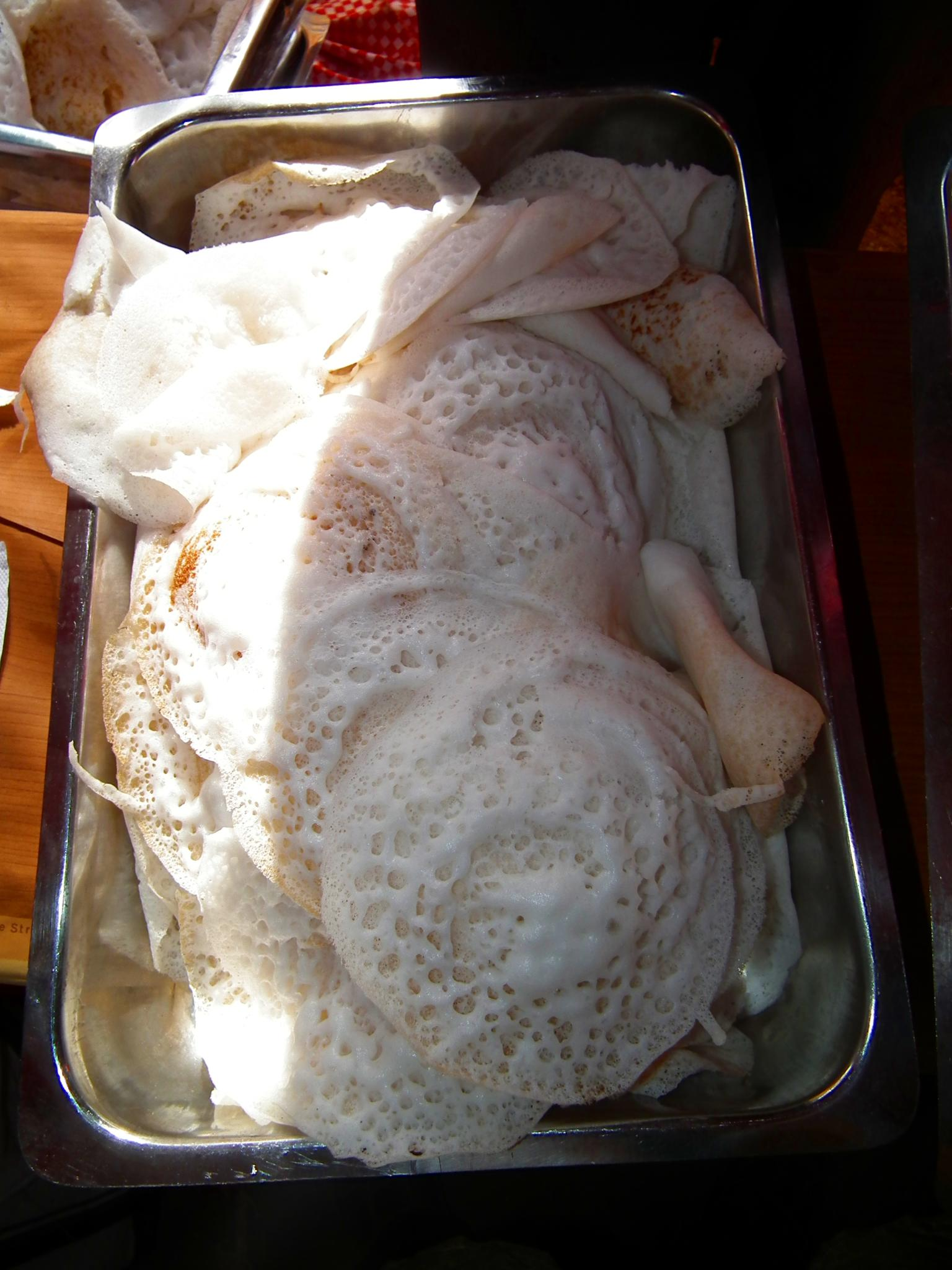
appam
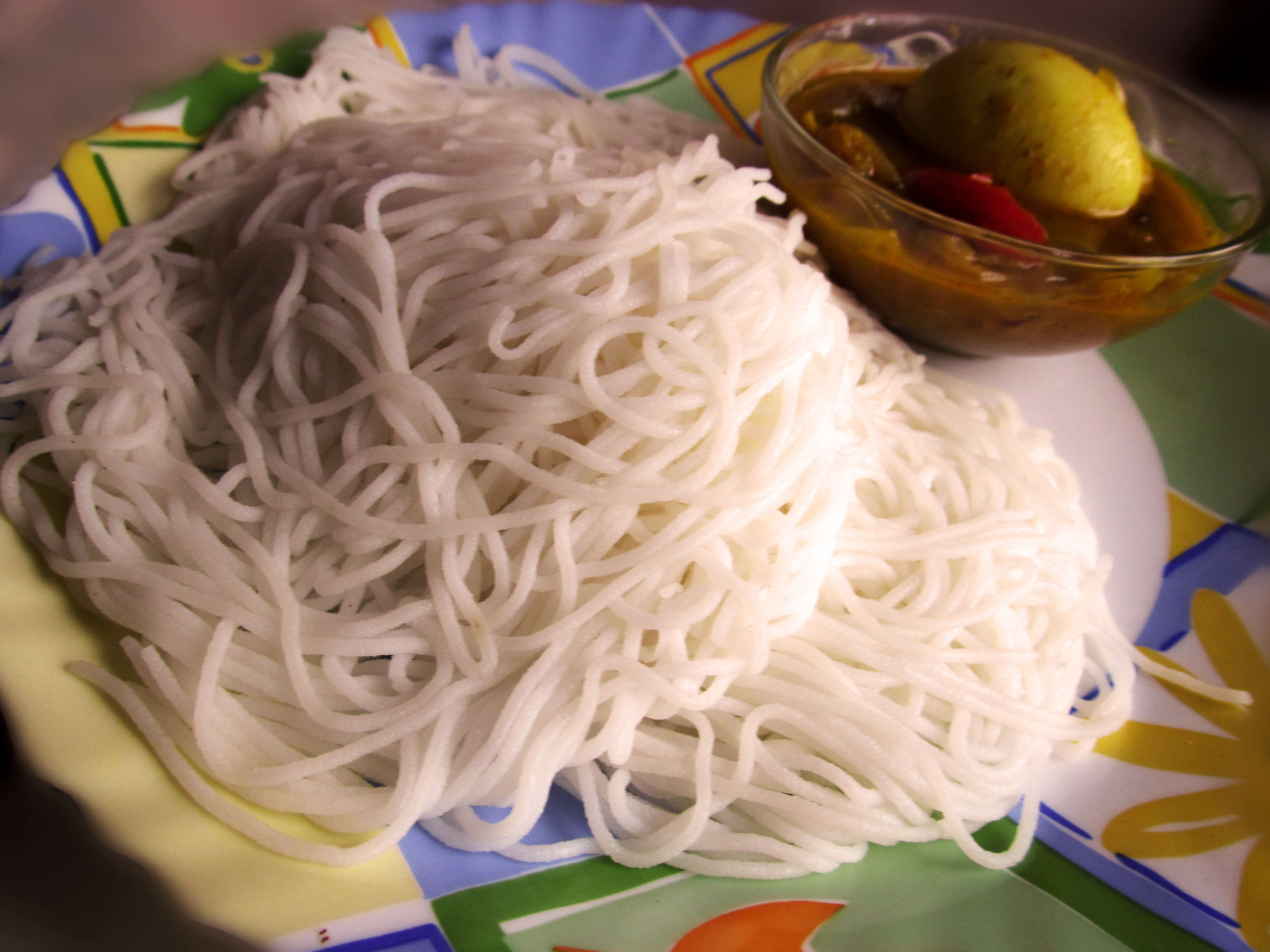
idiyappam
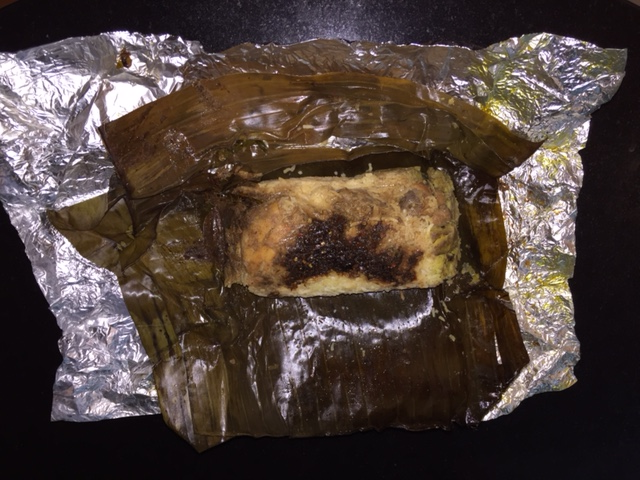
lamprais
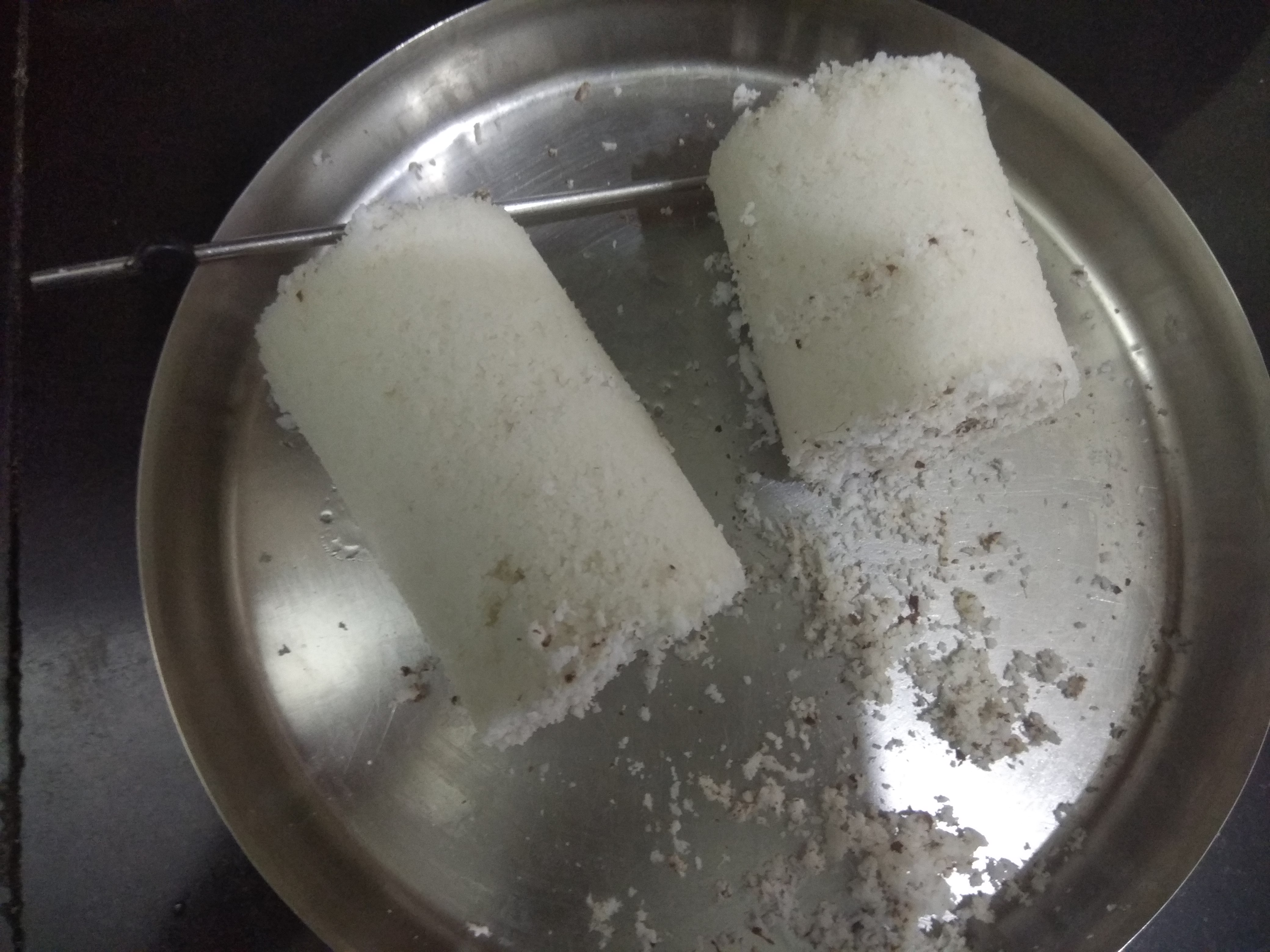
puttu
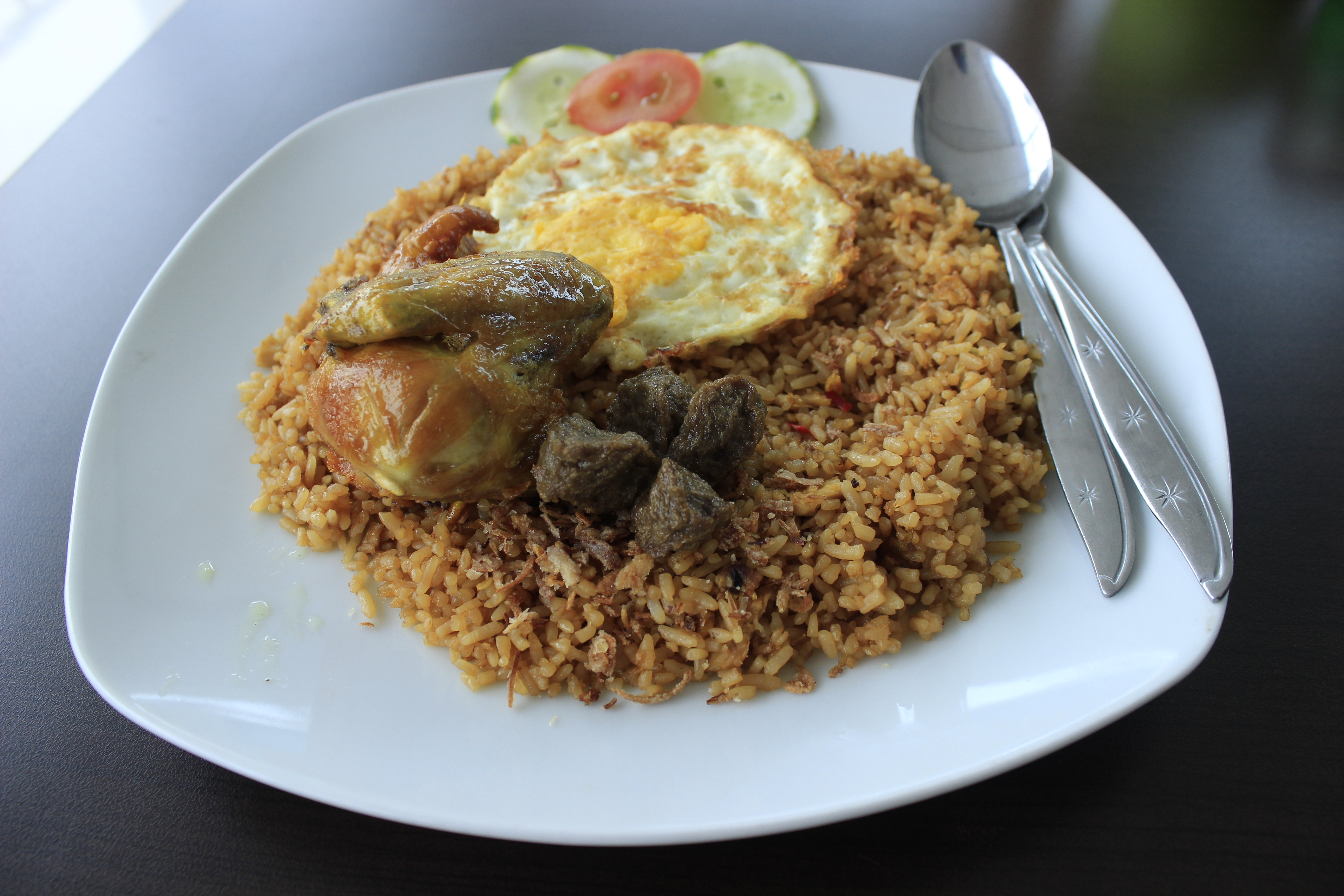
nasi goreng
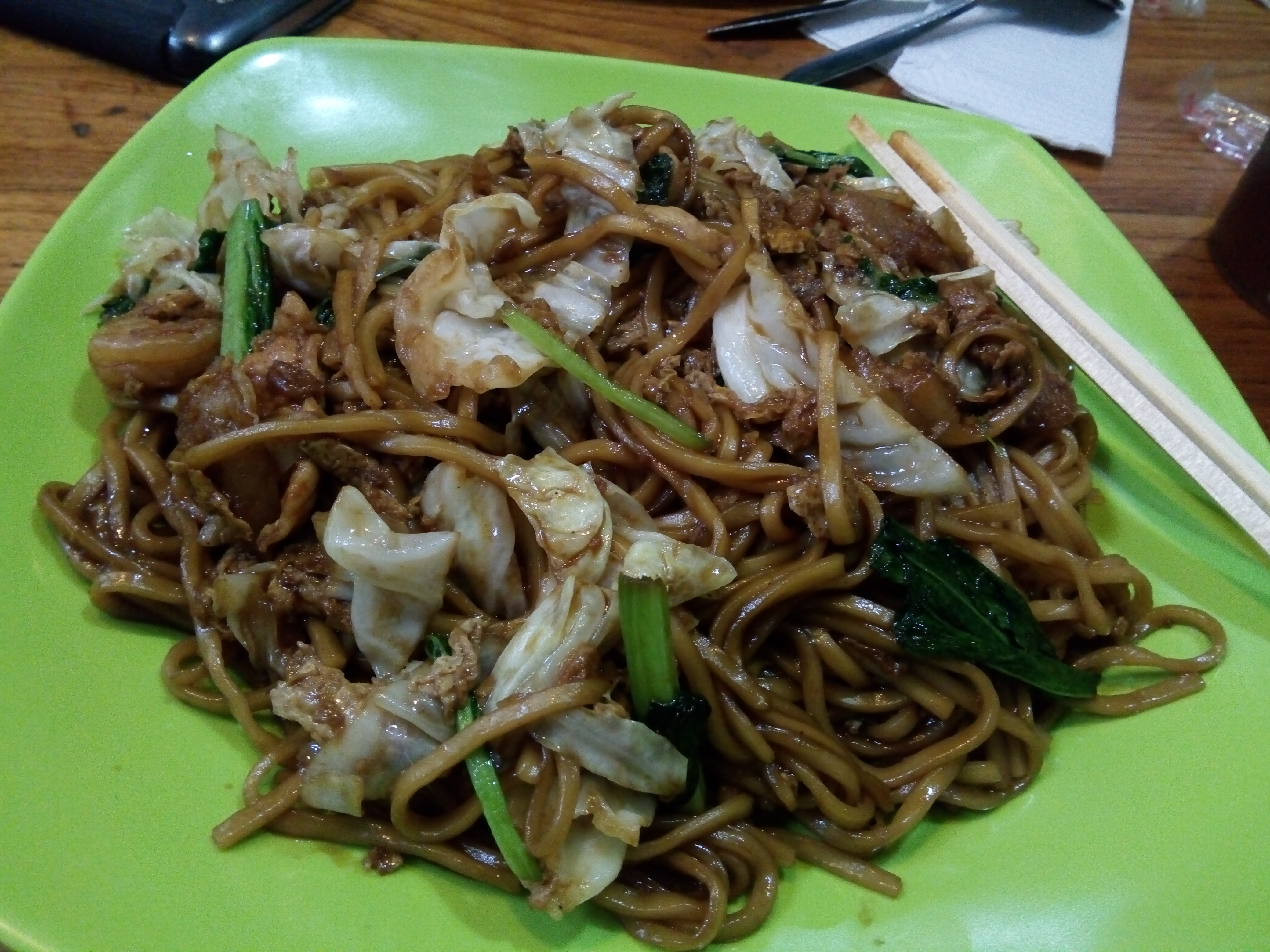
mie goreng

### Postres i dolços
Molts dolços o postres se serveixen juntament amb kiribath durant l'any nou tàmil i singalès. Unes postres comunes a Sri Lanka són els kevum, un pastís d'oli fet amb farina d'arròs i un xarop a partir de sucre refinat. Existeixen molts tipus de kevum, com ara el moong kevum, l'athiraha, el konda kevum, l'athirasa i el handi kevum.
Entre els pastissos i pastes destaquen l'aluwa, feta a partir de farina d'arròs; el bibikkan, típic d'àrees costaneres, fet a partir de ratlladura, melassa de coco i farina d'arròs; el kokis, una espècie de galeta feta a partir de farina d'arròs i llet de coco; el pushnamu, fet amb farina de blat i ratlladura de coco; o el seenakku, un pastís d'arròs glutinós que se serveix amb coco ratllat.
Entre els púdings i toffees hi destaca el kalu dodol, un toffee sòlid, amb textura gelatinosa fet a partir de la reducció de la llet de coco juntament amb farina d'arròs i sucre de palma. També destaca el watalappam, un púding fet a partir de llet de coco, ous i sucre de palma; aquest menjar fou introduït per immigrants malais.

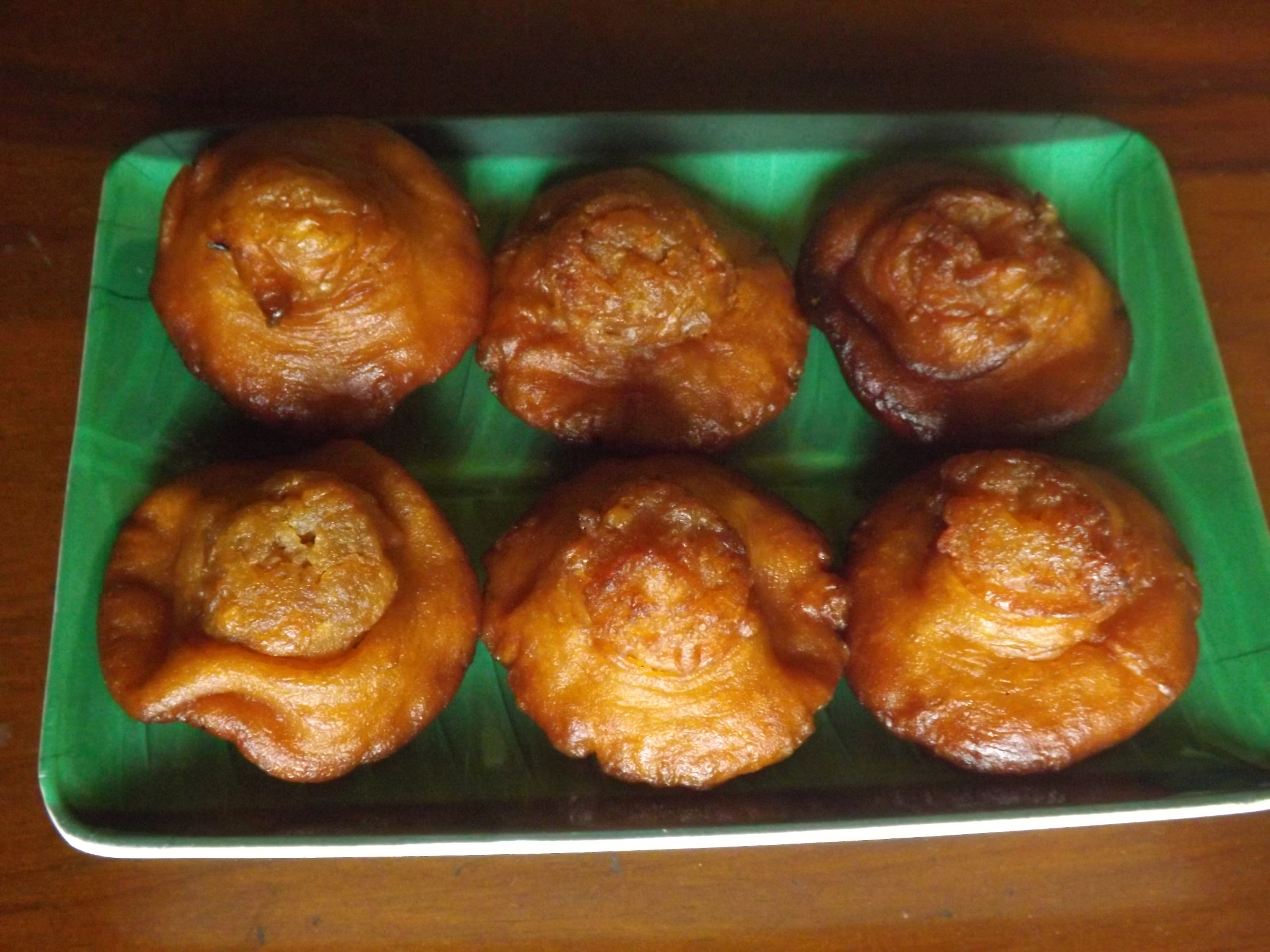
kevum
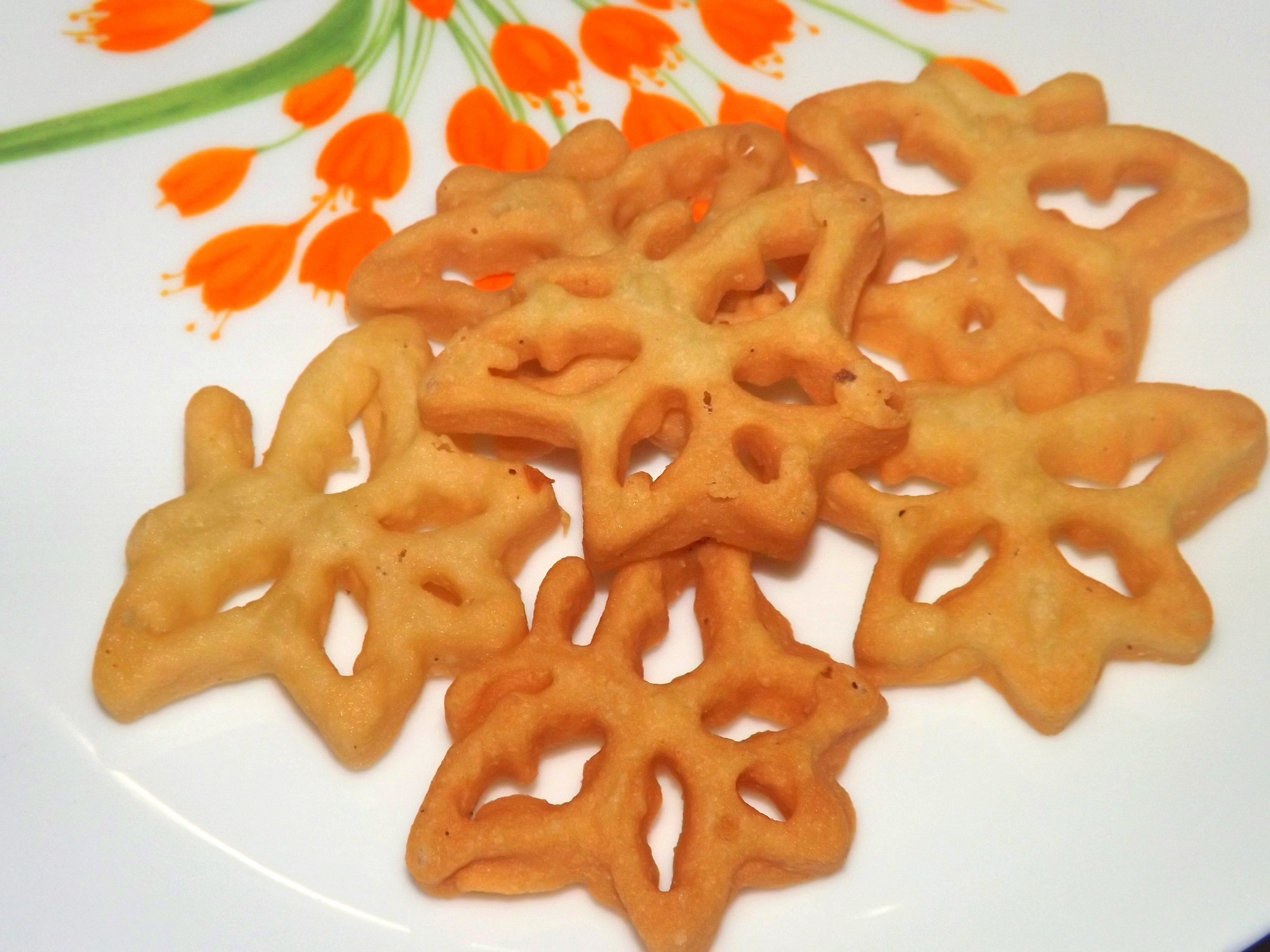
kokis
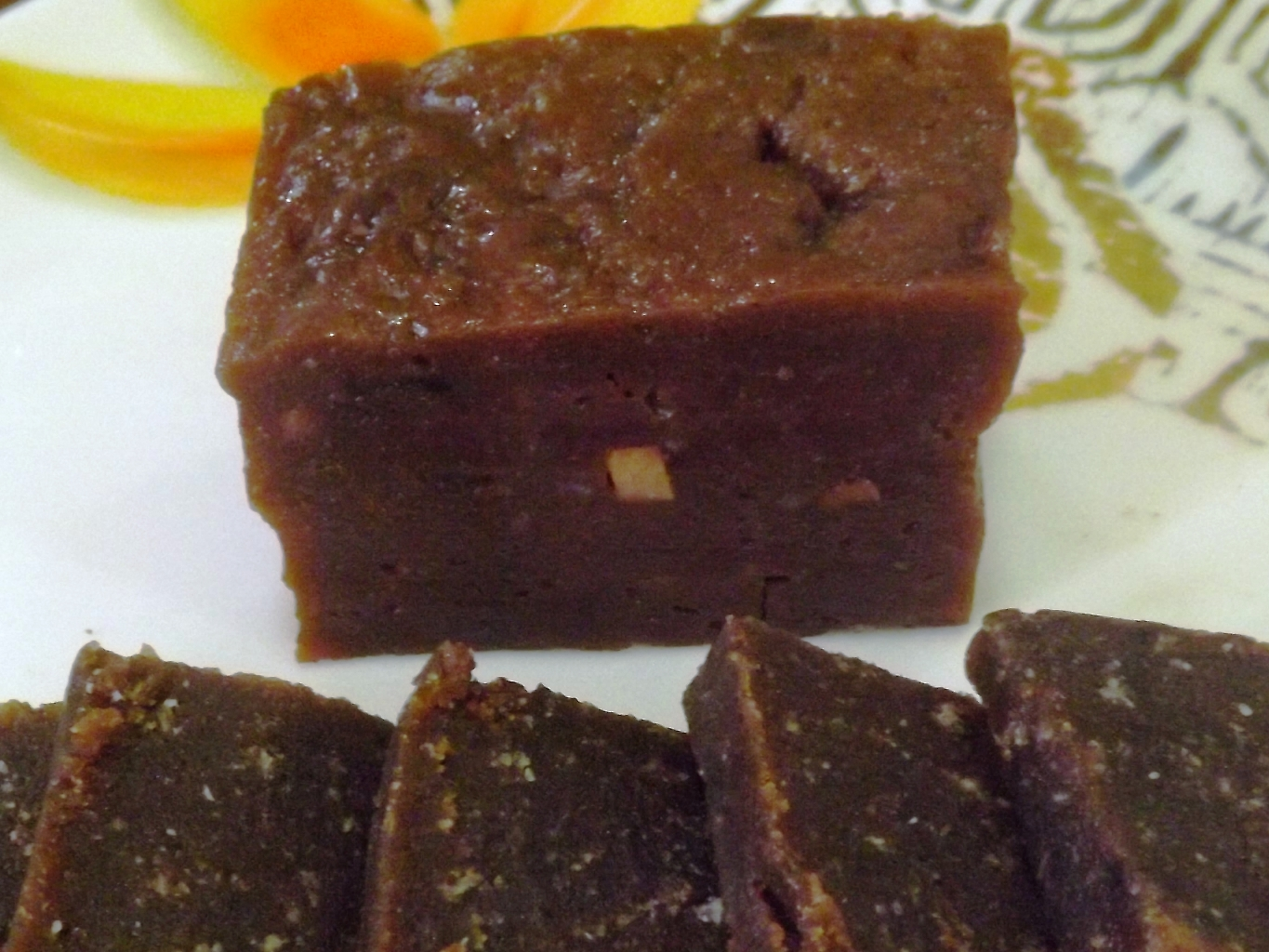
kalu dodol

### Altres plats
Altres plats de Sri Lanka són el kottu, un saltat picant de pa roti amb verdures que pot incloure ou, carn o formatge; el kool, fet a base de marisc (cranc, peix, sèpia, gambes, cranc de riu…) que també conté mongetes, espinacs i tamarinde. Destaquen també el roti, un pa pla fet amb farina de blat i el sambal.

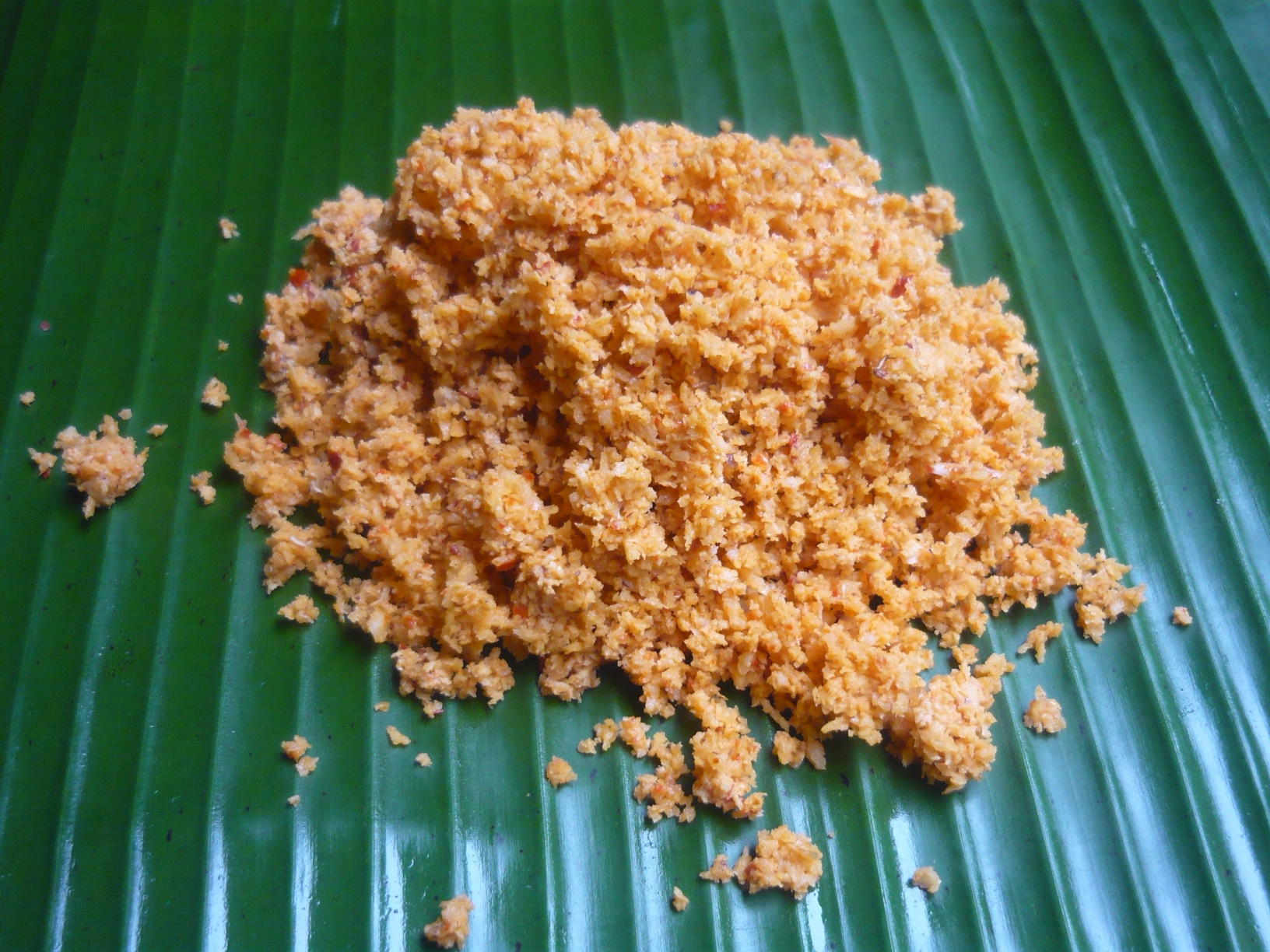
sambal
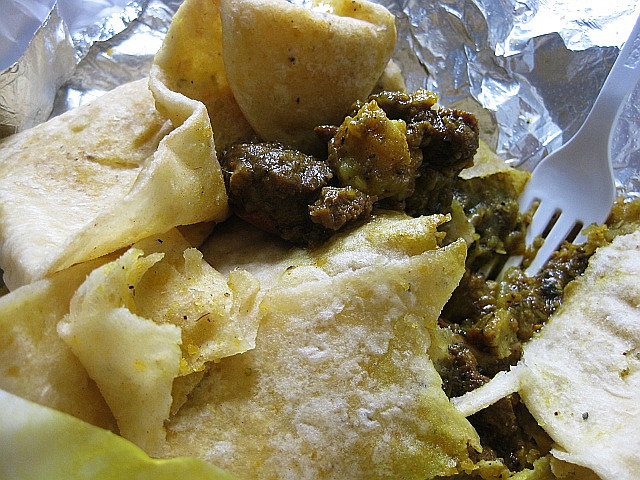
pa roti amb carn i patates